# Mikojan-Goerevitsj MiG-15

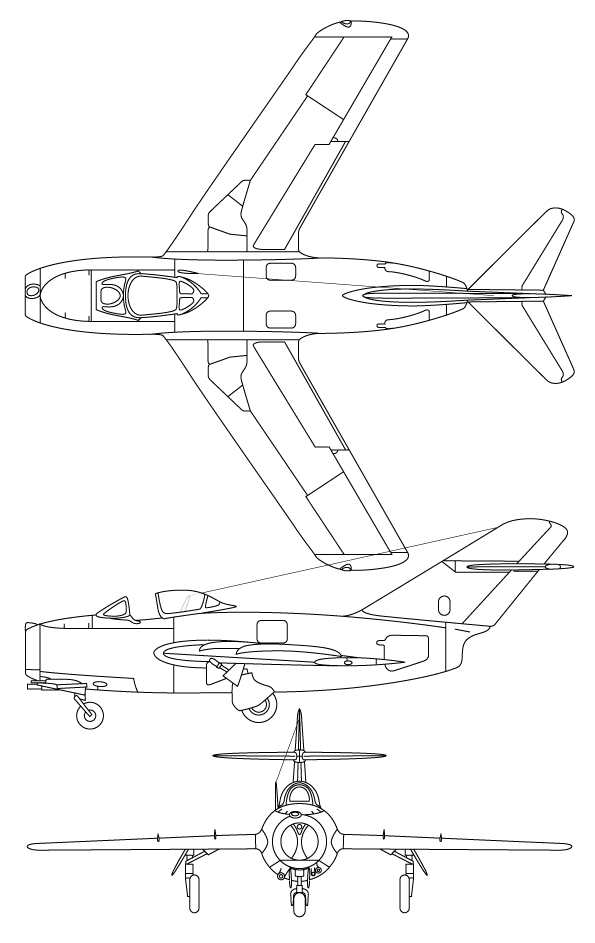
MiG-15

De MiG-15 (NAVO-codenaam: Fagot / Midget) is een Sovjet/Russisch jachtvliegtuig van het ontwerpbureau Mikojan-Goerevitsj (afgekort MiG).
Het toestel maakte zijn eerste vlucht in 1948 en werd aangedreven door een kopie van de Britse Rolls-Royce Nene motor.
Het toestel had een groot succes in de Koreaanse Oorlog in de jaren 50, waar het beter was dan zijn Amerikaanse tegenstanders. Het toestel wordt tot op de dag van vandaag nog gebruikt bij verschillende landen als MiG-15UTI trainer, waaronder China.
Van dit toestel zijn er duizenden gebouwd, waaronder in licentie in Polen, het toenmalige Tsjechoslowakije bij Aero en Avia als S-102 en CS-102 en in zeer grote aantallen in China.
De U-MiG 15 is een tweepersoons trainerversie van de MiG-15 jager. Het toestel was in geregeld gebruik bij de luchtmacht van de Sovjet-Unie, niet alleen in de Sovjet-Unie zelf, maar ook in de toenmalige satellietstaten. De verschillen met de jager-versie zijn: een dubbele cockpit en de afwezigheid van de driekanonsbewapening in de neus. De 'omhulsels' op de vleugels zijn bedoeld voor het begeleiden van de luchtstroom over de vleugel, en hebben niets met de bewapening van doen. De motor is weer een Russische imitatie van de Britse Rolls-Royce Nene motor, die voor de Koude Oorlog was geleverd. Gegevens en prestaties zijn nagenoeg gelijk aan die van de MiG-15.

## Varianten
- I-310 : Prototype.
- MiG-15 : Eenzitsjagerversie, de eerste productieversie.
- MiG-15P : Eenzits-all-weather-onderscheppingsjagerversie van de MiG-15bis.
- MiG-15SB : Eenzitsjachtbommenwerperversie.
- MiG-15SP-5 : Tweezits all-weather onderscheppingsjagerversie van de MiG-15UTI.
- MiG-15T : Luchtdoel-sleepversie.
- MiG-15bis : Verbeterde eenzitsjagerversie.
- MiG-15bisR : eenzitsverkenningsversie.
- MiG-15bisS : Eenzitsescortjagerversie.
- MiG-15bisT : Luchtdoelsleepversie.
- MiG-15UTI : Tweezits dual-control jettrainer.
- J-2 : Chinese aanduiding voor de MiG-15 eenzitsjagerversie.
- JJ-2 : Chinese benaming voor de MiG-15UTI tweezitstrainerversie.
- J-4 : Chinese aanduiding.
- Lim-1 : MiG-15 jagers onder licentie gebouwd in Polen.
- Lim-1A : Poolse verkenningsversie van de MiG-15 met AFA-21 camera.
- Lim-2 : MiG-15bis onder licentie gebouwd in Polen, met Lis-2 (in licentie gebouwde VK-1) straalmotor.
- Lim-2R : Poolse verkenningsversie van de MiG-15bis met een camera in het voorste deel van de cockpit.
- SB Lim-1 : Poolse Lim-1 omgebouwd tot MiG-15UTI trainers, met RD-45 straalmotor.
- SB Lim-2 : Poolse Lim-2 of SBLim-1 omgebouwd tot trainers met Lis-1 (VK-1) straalmotor.
- SBLim-2A or -2Art: Poolse tweezitsverkenningsversie, voor artilleriewaarneming.
- S-102 : MiG-15 jagers onder licentie gebouwd in het voormalige Tsjechoslowakije.
- S-103 : MiG-15bis jagers onder licentie gebouwd in het voormalige Tsjechoslowakije.
- CS-102 : MiG-15UTI trainers onder licentie gebouwd in het voormalige Tsjechoslowakije.

## Galerij

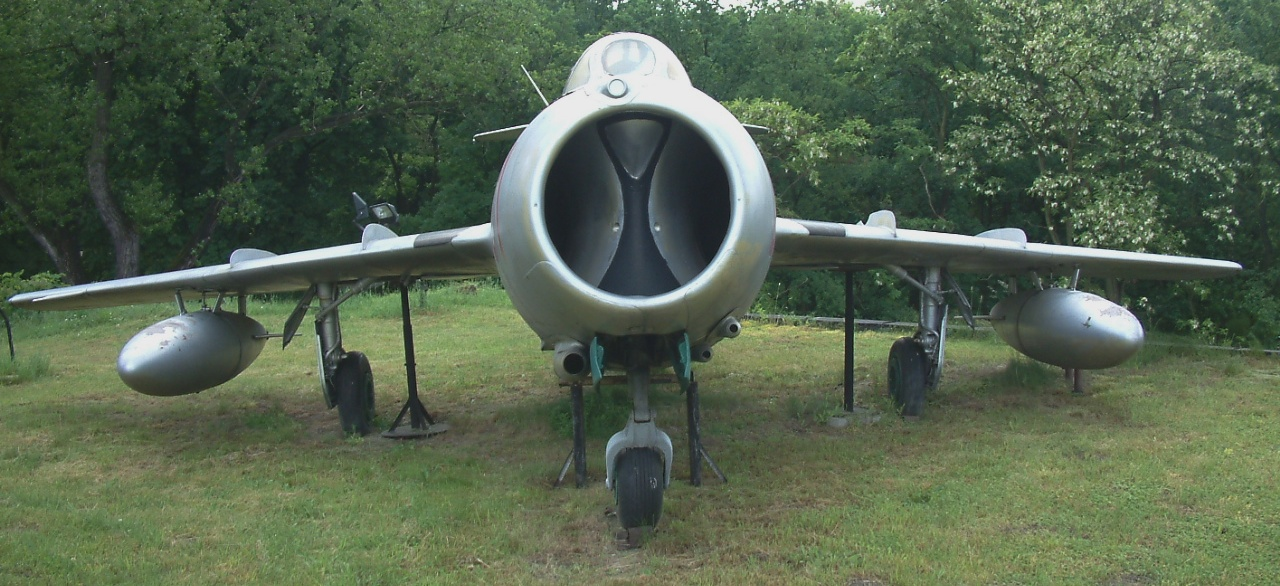
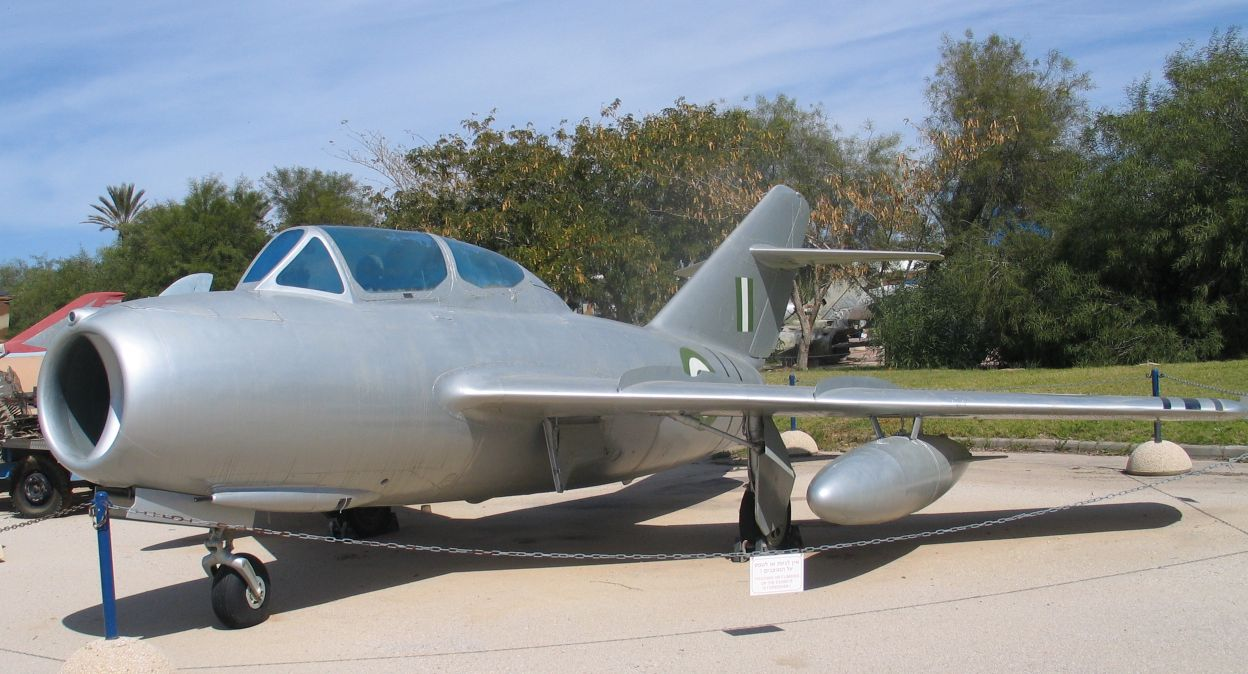